# 林晶彦
林 晶彦（はやし あきひこ、1955年6月11日 - ）は、日本の作曲家・ピアニスト。 

## 人物・来歴

### デビューまで

#### 音楽への目覚め
兵庫県西宮市苦楽園で生まれる。小学5年の時、兄がギターを始め、その影響で音楽に興味をもち始める。その頃、ローリング・ストーンズの「黒くぬれ!」のレコードを聴いて衝撃を受ける。

中学校で友人達とロックバンドを結成し、ギターを弾き始める。

読書にも明け暮れ、哲学書、詩集、作曲家の伝記など多くの本を読み漁った。中でもヘルマン・ヘッセの作品に大きな影響を受けた。

父は厳格で、ある日、学校に行かないで家のタンスに隠れている林を見つけて殴りつけた。父との間に軋轢が生じていた頃、ラジオから流れたバッハの音楽に深く心を動かされる。それから憑りつかれたようにクラシック音楽を聴き、コンサートにも足を運ぶ。

近所のピアノ教室にも通い始め、先生はレオニード・クロイツァーに師事された木村という女性の先生だった。木村は林の音楽への情熱を買い、ある日のレッスンで、「バッハの曲でレッスンが嫌になってピアノを止める人が多いのに、あなたはバッハを本当に楽しそうに弾くわね」と言ったという。その頃、林は学校に行かずに、家で毎日10時間程ピアノの練習をしていた。

#### パリへ留学
フランスの歌手ミッシェル・ポルナレフの歌声に魅せられ、語学学校でフランス語と英語を学ぶ。音楽だけでなく、文学や詩や絵画にも興味があった林はフランス行きを決断し、留学先にパリを選択。自分の真実を探しに外国に行きたいと思っていた林だったが、友人や学校の先生に反対される。父にも反対されたが、林が諦めずにしつこくパリ行きの話を持ち出してくるので、最後に根負けして「そこまで言うんやったらパリの土になってこい！」と言ったという。

パリに着いてからは、オランピア劇場で開催されたミッシェル・ポルナレフのコンサートに何度も通い詰める。ルーブル美術館、ロダンの彫刻作品が展示されている美術館、ノートルダム寺院などにも足を運ぶ。

林が17歳の時に通い始めたフランス語学校で、アンジェラという女性と出会う。友人がいなくて孤独だった林は、辞書を引きながらフランス語で手紙を懸命に書き、彼女に手渡した。初めてのデートは、シャンゼリゼ劇場のウラディミール・アシュケナージのコンサートだった。

やがてアンジェラは留学を終えてドイツに帰ることになり、イスラエルの歌が入ったカセットテープを林に渡した。後にその歌が林の運命を決めることになる。

#### 臨死体験
林は急性肝炎にかかってしまい入院となった。退院後も下宿先で療養し、アンジェラがくれたイスラエルの歌のカセットテープを繰り返し聴くことが唯一の心の慰めとなった。それは女性シンガーのギター弾き語りによるヘブライ語の曲で、歌詞の意味はわからないが、直接魂に触れてくるものがあったという。

ある日の深夜、急に身体中が熱くなり、何かのエネルギーに打たれ感電したような感覚になり、林は死を意識した。しかし、その熱は温かく優しく、自身の心底にある魂に届くもので、ずっと探し求めてきたものにやっと出会えたという不思議な感覚だった。

やがて、小さな星が遥か彼方に光り、その星が段々と近づいてきて大きくなり、目の前に青い地球が見えていることに気付いた。ボロボロと涙が流れ、死を意識したことによる悲しみや絶望感が消えてなくなり、「喜び」が涙となって溢れた。

その美しい地球を見ていくうちに、なぜ戦争や人種差別があるのか疑問がわいて、その想いを地球に向かってぶつけると、非言語の蠢きのようなものが内面に触れ、「人間がどうあろうと、わたしはあなたを愛している」と応えた。

翌朝になると、身も心もきれいに洗い流され、病院に行って検査も受けたが、病は完全に癒されていた。

#### イスラエル行きへの決意
パリにやってきたイスラエル・フィルハーモニー管弦楽団（指揮ズービン・メータ）のコンサートの体験、アンジェラからもらったイスラエルの歌が入ったカセットテープを聴き続け、徐々にイスラエルに惹きつけられる。

両親にイスラエルへ留学したいことを手紙で伝えたが、「せっかく芸術の都パリで音楽の勉強をしているのに、どうしてまた戦争をしている危ない国に行くのか・・・」と反対される。

パリの作曲の先生や、ピアノの先生、下宿先の人達は、ユダヤ人に対する偏見があるフランス人のため、本当のことを言ったら理解されずに反対されると思い、「父が病気なので日本に帰らなければならなくなりました」と偽って伝えたという。

#### イスラエルへ留学
テルアビブ近郊のラマト・アビブでアパートを借りる。ウルパンというヘビライ語の学校に入学。盲目の調律師パレイさんが勤めるピアノ店でピアノを貸りる。

1年間のイスラエル滞在中に、ピアニストのボリス・ベルマンのレッスンを受けた。

イスラエルフィルのコンサートにも足を運ぶ。そこには日本人チェリストの山岸が在団しており、彼を通してオーケストラのリハーサルも見学することができた。ある日、オーケストラのリハーサルを見学していると、曲はプロコフィエフのピアノ協奏曲で、ソリストはウラディミール・アシュケナージだった。リハーサル終了後にレッスンを受けたいと直談判。すると郊外の滞在先の電話番号を教えてもらいレッスンを受けることができた。物怖じせず巨匠に飛び込んでいく林に、チェリストの山岸は、「君はすることがぶっ飛んでる」と言ったという。

ヘビライ語の先生のシムハ・マリンは、林をよく自宅の食事に招いた。

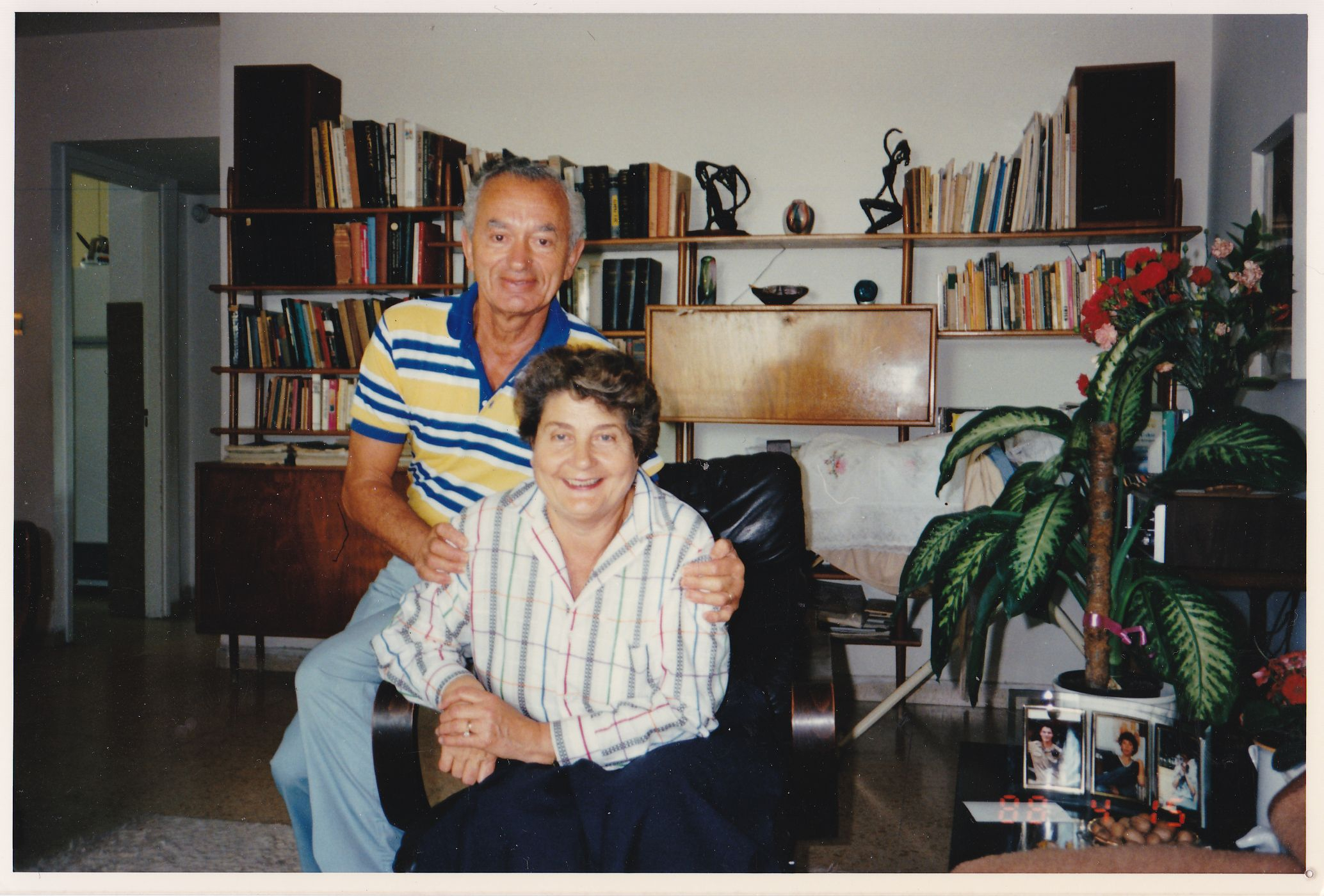
シムハ夫妻

ある日、シムハが少年時代の辛い思い出のことを、林の手を握りながら話した。シムハはポーランド出身のユダヤ人で、15歳の時、ヒトラーが占領を始めたポーランドにいた。その戦下で、ある日、家族皆が庭に出されて、シムハの目の前で両親が射殺された。シムハは号泣し、林はシムハの手をしっかりと握りしめて一緒に泣いた。林はこの時に、シムハの想いを受け止めることで深く心が通じ合い、深い友情の絆で結ばれたのを感じ、イスラエルに来たのはこの人に会うためだったのだと悟った。

シムハは「もし、演奏家になるのなら海外へ行けばいい、でも、もし作曲家になるのなら、自分の国（音楽を生み出すところのルーツ）が必要だから、自分の国に帰りなさい。そこから出てくる音楽をつくりなさい」と言った。

#### オリヴィエ・メシアンの講演に参加
1978年7月13日、東京の日仏会館にてオリヴィエ・メシアンの作曲の講演に参加。後日、京都で、ロリン・マゼール指揮、パリ管弦楽団によるメシアン作曲「キリストの変容」（日本初演）を聴く。

#### インドへの旅
バグワン・シュリ・ラジニーシ（Osho）の著作「究極の旅」と「存在の詩」に魅かれ、インドへの旅を計画。その頃に出会った彼女（後に妻となる智子）と1980年12月1日に結婚式を挙げて、12月3日から新婚旅行でインドへ行くことになった。

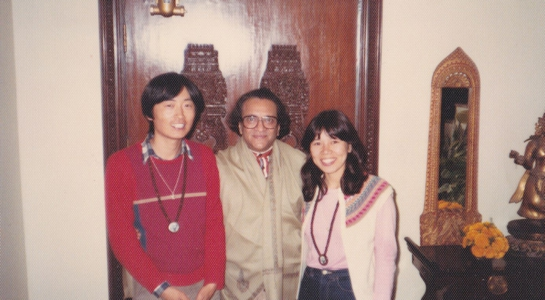
林夫妻とラヴィ・シャンカール

Oshoのダルシャン（面会）を受けて、林はスワミ・アナンド・コーショー（内なる宝）というサンニャーシンネームをもらった。

デリーで演奏旅行中のシタール奏者ラヴィ・シャンカールに会う。

死者の灰が流され、生活のために洗濯も沐浴もするという生と死が混在したガンジス川の光景、貧しい少年少女から教わった分け与える精神、デリーの空港で出会ったインド人家族のあたたかいもてなし、そういった経験からインドは林にとって心の故郷となった。

#### ツトム・ヤマシタとの出会い
1989年、音楽家として生きていくことが経済的にも厳しくなり、夢を諦めかけていた林は、ある日、新聞の記事でツトム・ヤマシタのコンサートが10年振りに京都で開催されることを知り、足を運ぶ。

コンサート後に楽屋でツトム・ヤマシタに会いに行き、自らの苦悩を話す。ツトム・ヤマシタは初対面の林の両手を強く握り、「僕の持ってる力を全部君にやるわ」と言い、全身に力をこめて、まるで念力を注入するかのようにエネルギーを注いだ。そして、「君、こんな言葉を知っているか？『愛は勇気なり』」と言い、落ち込んでいた林を励ました。

### デビュー、作曲家への道
1989年5月に、ツトム・ヤマシタがプロデュースした京北国際フェスティバルで作曲家デビュー。フランス、イギリス、イタリア、アメリカ、韓国などから著名な音楽家が集ったフェスティバルで自作曲を演奏。

1990年2月4日、兵庫県立美術館で開催された「シャガール讃歌」で、シャガールの絵をテーマにした自作曲を、シャガールの絵のスライドと共に演奏。
翌週の2月10日には、神戸ポートアイランドにあるジーベックホールで「夢と祈りにつつまれて」と題したコンサートを開催。このコンサートではソビエト領事館、イスラエル大使館、フランス大使館が後援についた。

1991年、ニューヨークの国連勤務の友人によりピアノ演奏の音源がシュリ・チンモイに送られ、「私はこの音楽からとても平和を感じます。ありがとう。ありがとう」とメッセージをもらう。

ニューヨーク国連の「平和の瞑想」会場で、シュリ・チンモイが瞑想しているステージ上でピアノソロ演奏を行う。

シュリ・チンモイよりメダルをかけられ、メダルには「Lifting Up The World With A Oneness-Heart Honouring Individuals of Inspiration and Dedication」と刻印されていた。

#### イスラエルフィルのヴァイオリニスト メナヘム・ブラアーMenahem Breuerとの共演
イスラエルの留学の経験から、いつかユダヤ人のヴァイオリニストに自分の曲を弾いてもらいたいという想いがあった林は、イスラエルの旅で出会ったシムハに知り合いのヴァイオリニストを紹介してほしい旨の手紙を書いた。シムハから返信があり、シムハの友人であるイスラエルフィルのコンサートマスターのメナヘム・ブラアーを紹介される。

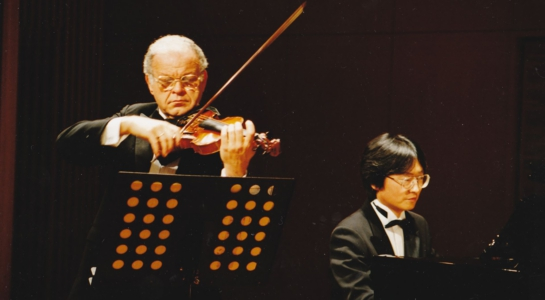
イスラエルフィルのコンサートマスター、メナへム氏との共演

1991年12月1日、来日したイスラエルフィルの大阪のシンフォニーホールでの公演を聴く。楽屋でメナヘムと初対面し、メナヘムの滞在先のホテルで話をし、林は自身の演奏が収録されているカセットテープを渡し、「もし、このテープに入っている曲を聴いて感動してくださったなら、僕と一緒にコンサートをしてくださいますか」と言った。メナヘムはイスラエルへ帰ったら必ず聴くと約束した。

それから月日が経ち、メナヘムから林宛てにファックスが届く。ファックスには「君の音楽を聴いて、とても感動した。コンサートはイスラエルですか？日本ですか？」と書かれていた。林は日本でやりましょうと返信した。

林は、このコンサートのために「シオンの丘より」という詩を書いた。後にこの詩から、無伴奏ヴァイオリンのための「シオンの丘より」が作曲された。

メナヘムとのコンサートは以下日程で行われた。

1993年6月13日　京都　園部国際交流会館コスモホール

　　　6月19日　奈良　秋篠音楽堂

　　　6月22日　姫路　姫路高等学校音楽ホール（パルナソスホール）

6月17日に姫路高等学校音楽ホールでレコーディングが行われ、CD「雅歌」として発表。

#### 1990年代後半
1995年　阪神・淡路大震災で被災。

ニューヨークのマラソンコンサート（阪神・淡路大震災救済コンサート）で
林の音楽とメッセージが取り上げられた。

復興支援コンサートに参加（～2012）。

女優の竹下景子と「朗読とピアノ即興演奏」（阪神・淡路大震災復興記念コンサートin神戸）を13年にわたり行う。
1996年　賢治の学校との出会いにより『よだかの星』の舞台音楽を担当（NHK ETV特集で放映）
1998年　「銀河鉄道の夜」舞台音楽担当
1999年　デビュー10周年記念コンサート　神戸朝日ホール

#### 2000年代
2000年　葉祥明＆林晶彦ジォイントコンサート　～地球のうた　子供たちと共に～
2001年　2度の韓国でのコンサート。その時の出会いにより、プルム短期大学の校歌作曲。日韓のかけ橋となる。
2002年　ブナの木と地元の方との出会いから「第１回ブナの樹音楽祭」が開催される。
その時に生まれた「母なる木の歌」は地元の小学校（長野）の子供たちに、今も歌い継がれている。
2003年　「第２回ブナの樹音楽祭」
2005年　フィンランド各地でパイプオルガンとピアノのコンサートを行なう

ブルガリアにて国立ソフィアフィルハーモニー交響楽団により「ラ・ストラーダ　～道～」が演奏され、大好評を博す。

奈良東大寺からの依頼により、公慶上人300年祭記念オーケストラの為の「つくられたものすべての賛歌」を作曲、関西フィルによって大仏殿内で演奏される。（翌日、奈良100年会館で同じ演目のコンサート）
2006年　高槻合唱連盟の委嘱作品として、オーケストラと合唱による「光と生命のシンフォニー　～伝える言葉～」を作曲。

#### 2010年代
2012年　イスラエル・日本国交60周年記念コンサートで、杉原千畝氏のストーリーをテーマにしたイスラエル大使館主催の委嘱作品「命のビザ」の作曲、演奏。（イスラエル大使館主催）

「聖山音楽祭」を長野県で開催。「紫光双樹音楽祭」（広島）にも参加。自然を守り、自然界と共鳴するコンサートを積極的に行なう。
2013年　イスラエル独立65周年記念コンサート（イスラエル親善協会主催）でピアノソロ演奏を行う。
2017年　林晶彦コンサートシリーズがスタート
2018年　平和と美術と音楽と・・・（主催：peace art project）に参加、旧日本銀行支店内での平和コンサート出演
2019年　東京オペラシティーコンサートホール（タケミツメモリアル）にて、デビュー30周年記念コンサートを行う。

#### 2020年代
2020年　平和と美術と音楽と・・・　原爆投下75年の日の為に作曲。コロナ禍の為、世界配信される。
2021年　外交官、杉原千畝の心の軌跡を描いて反響を呼んだ「命のビザ」コンサート

光の森 コンサート（オペラシティリサイタルホールにて）

## おもな作品

### ピアノ曲
| 作品タイトル                      | 作曲年 | 編成 | 備考       |
| --------------------------------- | ------ | ---- | ---------- |
| 平和を求める祈り                  | ****   | pf   |            |
| シャロンの花に捧ぐ                | ****   | pf   |            |
| シランス                          | ****   | pf   |            |
| 緑衣のベラ                        | ****   | pf   |            |
| 誕生日                            | ****   | pf   |            |
| 牧歌                              | ****   | pf   |            |
| 約束の虹                          | ****   | pf   |            |
| 鳥と大地の詩                      | ****   | pf   |            |
| 平和・喜び・愛                    | ****   | pf   |            |
| はるかな沈黙の鳩                  | ****   | pf   |            |
| 天使をみた少女                    | ****   | pf   |            |
| パレットを持つ天使                | ****   | pf   |            |
| 光を集める人                      | ****   | pf   |            |
| 月のめぐり星のみち                | ****   | pf   |            |
| 緑色の恋人たち                    | ****   | pf   |            |
| 告別                              | ****   | pf   |            |
| Onenesｓ Heart                    | ****   | pf   |            |
| X'mas組曲（フィンランドの思い出） | ****   | pf   |            |
| 交響的瞑想曲                      | ****   | pf   |            |
| 銀河の夢Ⅰ～Ⅳ                      | ****   | pf   |            |
| エヴァンゲリオンⅠ                 | ****   | pf   |            |
| エヴァンゲリオンⅡ                 | ****   | pf   |            |
| エヴァンゲリオンⅢ                 | ****   | pf   |            |
| 4つの小品                         | ****   | pf   | ピアノ連弾 |

### ヴァイオリン曲
| 作品タイトル                                            | 作曲年 | 編成  | 備考 |
| ------------------------------------------------------- | ------ | ----- | ---- |
| 嘆きの壁                                                | ****   | vn,pf |      |
| カンガンスオレ                                          | ****   | vn,pf |      |
| 枝                                                      | ****   | vn,pf |      |
| ヴァイオリンとピアノのための3部作 Ⅰ花束と空飛ぶ恋人たち | ****   | vn,pf |      |
| ヴァイオリンとピアノのための3部作 Ⅱヴィテブスクの冬の夜 | ****   | vn,pf |      |
| ヴァイオリンとピアノのための3部作 Ⅲヴァンスをめぐる想い | ****   | vn,pf |      |
| 雅歌 song of songs                                      | ****   | vn,pf |      |

### チェロ曲
| 作品タイトル          | 作曲年 | 編成  | 備考 |
| --------------------- | ------ | ----- | ---- |
| コロンバ （平和の鳩） | ****   | vc,pf |      |
| 恋人たち              | ****   | vc,pf |      |
| 孤独                  | ****   | vc    |      |
| 秋の詩                | ****   | vc    |      |

### ソプラノ曲
| 作品タイトル   | 作曲年 | 編成 | 備考           |
| -------------- | ------ | ---- | -------------- |
| 道             | ****   | s,pf | 詩：東山魁夷   |
| 雪             | ****   | s,pf | 詩：金子みすず |
| 大空のこころ   | ****   | s,pf | 詩：八木重吉   |
| ハレルヤ       | ****   | s,pf |                |
| 七色の虹の中へ | ****   | s,pf | 詩：林晶彦     |
| 明るい岸辺に   | ****   | s,pf | 詩：山田かまち |

### 合唱曲
| 作品タイトル         | 作曲年 | 編成 | 備考 |
| -------------------- | ------ | ---- | ---- |
| 選ばれた場所         | ****   | cho  |      |
| 光あれ               | ****   | cho  |      |
| 子守唄               | ****   | cho  |      |
| 愛の言葉きらめく太陽 | ****   | cho  |      |

### 歌曲
| 作品タイトル            | 作曲年 | 編成  | 備考 |
| ----------------------- | ------ | ----- | ---- |
| こわいゆめをみたあとで  | ****   | vo,pf |      |
| 子守唄                  | ****   | vo,pf |      |
| 僕はここだよ ここにいる | ****   | vo,pf |      |
| 草の上から              | ****   | vo,pf |      |

### フルートのための作品
| 作品タイトル           | 作曲年 | 編成  | 備考 |
| ---------------------- | ------ | ----- | ---- |
| 緑と青の星の中で       | ****   | fl,pf |      |
| 満月の夜の伝説         | ****   | fl    |      |
| セント・ジョバンニの庭 | ****   | fl,pf |      |
| Veni Sanctus Spritus   | ****   | fl4   |      |

### オーボエのための作品
| 作品タイトル           | 作曲年 | 編成  | 備考 |
| ---------------------- | ------ | ----- | ---- |
| エレミヤ哀歌           | ****   | ob,pf |      |
| コロンバ （平和の鳥）  | ****   | ob,pf |      |
| 無伴奏オーボエ組曲Ⅰ～Ⅷ | ****   | ob    |      |
| 鳥と大地の詩           | ****   | ob,pf |      |

### ギターのための作品
| 作品タイトル                | 作曲年 | 編成  | 備考 |
| --------------------------- | ------ | ----- | ---- |
| 2つの音の詩より Ⅰ雷の前奏曲 | ****   | gt,pf |      |
| 2つの音の詩より Ⅱ魂の鳥     | ****   | gt,pf |      |

### その他の編成のための作品
| 作品タイトル             | 作曲年 | 編成        | 備考 |
| ------------------------ | ------ | ----------- | ---- |
| インベンション           | ****   | ob,fg(vc)   |      |
| 鳥と大地の詩             | ****   | ob,vc       |      |
| よだかの星               | ****   | fl,ob,pf    |      |
| 星からのメッセージ       | ****   | vn,vc,pf    |      |
| エレジー                 | ****   | ob,fg,pf    |      |
| LA STRADA（道）          | ****   | vn,va,vc    |      |
| 奇跡（Miracle）          | ****   | vn,vc,pf    |      |
| 燃える鳥の星             | ****   | fl,ob,vc,pf |      |
| 目覚めゆく時への魂の賛歌 | ****   | fl,vn,vc,pf |      |

## ディスコグラフィー
- 『エヴァンゲリオン1』（女子パウロ会、****年）
- 『エヴァンゲリオン2』（****、****年）
- 『エヴァンゲリオン3 ～ミステリウム・パスカーリス～』 （****、****年）
- 『エヴァンゲリオン4　地球の子守歌 ～いのちのささやきを聴く～』（****、****年）
- 『光と影の芸術 ～エミール・ガレに寄せて～』（****、****年）
- 『雅歌』（****、****年）
- 『ペガサス』（****、****年）
- 『月のめぐり星のみち』（****、****年）
- 『地球の詩』（****、****年）
- 『月の光に魅せられて』（****、****年）
- 『ランドスケープ ～音の風景～』（****、****年）
- 『林晶彦ピアノ小品集 ～愛と平和の祈り～』（****、****年）
- 『絵画シリーズ ～マルク・シャガールによせて～』（****、****年）
- 『林晶彦ピアノ小品集 ～愛と平和の祈り～』（****、****年）
- 『空いっぱいのパイプオルガン ～宮沢賢治の心をうたう～』（****、****年）
- 『銀河鉄道の夜 ～まことの幸いを求めて～』（****、****年）
- 『よだかの星』（****、****年）
- 『林晶彦の世界　～永遠の飛翔～』（****、****年）

## 出版
- 『風の巡礼』ロージーローズブックス、2022年

### 自著以外の関連書籍
- 大竹弘行『光の樹』ロージーローズブックス、2023年[26]